# خرت-یان فن دورن
خرت-یان فن دورن (انگلیسی: Gert-Jan van Doorn؛ زادهٔ ۳ فوریهٔ ۱۹۹۹) قایقران روئینگ اهل هلند است.
وی در مسابقات کشوری و بین‌المللی در مجموع برندهٔ ۱ مدال نقره، ۱ مدال برنز شده است.